# Psychrophrynella harveyi
Psychrophrynella harveyi är en groddjursart som först beskrevs av Muñoz, Aguayo och De la Riva in De la Riva 2007.  Psychrophrynella harveyi ingår i släktet Psychrophrynella och familjen Strabomantidae. IUCN kategoriserar arten globalt som otillräckligt studerad. Inga underarter finns listade i Catalogue of Life.